# 24 v. Chr.
Portal Geschichte | Portal Biografien | Aktuelle Ereignisse | Jahreskalender | Tagesartikel

◄ |
2. Jahrhundert v. Chr. |
1. Jahrhundert v. Chr. |
1. Jahrhundert |
►

◄ | 40er v. Chr. | 30er v. Chr. | 20er v. Chr. | 10er v. Chr. |
0er v. Chr. |
►

◄◄ | ◄ | 27 v. Chr. | 26 v. Chr. | 25 v. Chr. | 24 v. Chr. |
23 v. Chr. |
22 v. Chr. |
21 v. Chr. |
► |
►►
Staatsoberhäupter

## Ereignisse

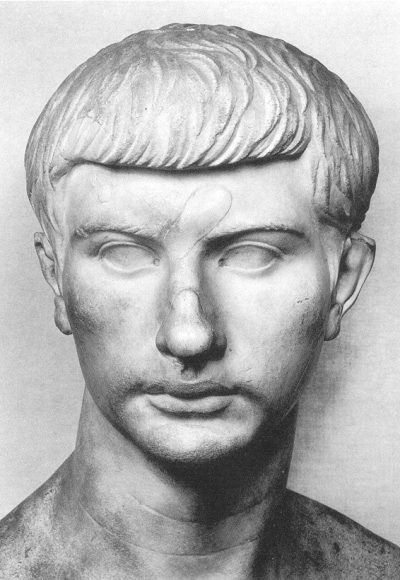
Mögliches Porträt des Marcus Claudius Marcellus

- Augustus ernennt in den Römischen Senat seinen 18-jährigen Schwiegersohn Marcus Claudius Marcellus zum Ädil, weit vor dem üblichen Alter der Ämterlaufbahn. Er ist unter anderem verantwortlich für die Ausrichtung der Spiele in Rom.

- 26, 25 oder 24 v. Chr.: Altes Südarabien: Aelius Gallus, römischer Präfekt in Ägypten, führt auf Augustus’ Befehl ein Expeditionskorps nach Arabia Felix, die Belagerung von Ma'rib und damit das Unternehmen scheitert jedoch.

## Geboren
- um 24 v. Chr.: Marcus Iunius Silanus Torquatus, römischer Politiker († nach 39 n. Chr.)

## Gestorben
- um 24 v. Chr.: Quinctilius Varus, römischer Ritter (* um 70 v. Chr.)